# 哥倫布空軍基地
哥倫布空軍基地（英語：Columbia Air Force Base）是位於美國密西西比州朗茲縣的普查規定居民點。

## 人口
根據2020年美國人口普查的數據，哥倫布空軍基地的面積為19.95平方千米，皆為陸地。當地共有人口1604人，而人口密度為每平方千米80.4人。